# Düsseldorf-Duisburger Kleinbahn
| Haltestelle Klemensplatz mit Hochbahnsteigen, Blickrichtung Nord |                      |                                                                        |                                                         |
| Streckenlänge: | 41,3 km              |                                                                        |                                                         |
| Spurweite: | 1435 mm (Normalspur) |                                                                        |                                                         |
| Stromsystem: | 750 V =              |                                                                        |                                                         |
| |                      |                                                                        |                                                         |
| \| \| \| Kehranlage \| \| \| \| \| Straßenbahnstrecke von Dinslaken 903 \| \| \| \| \| Meiderich Bahnhof Endstation U 79 \| \| \| \| \| Auf dem Damm \| \| \| \| \| ehem. Rampe Rübenstraße \| \| \| \| \| Wendeanlage Duissern \| \| \| \| \| Duissern \| \| \| \| \| Stadtbahnstrecke von Mülheim 901 \| \| \| \| \| Duisburg Hbf \| \| \| \| \| König-Heinrich-Platz \| \| \| \| \| Stadtbahnstrecke nach Obermarxloh Schleife 901 \| \| \| \| \| Steinsche Gasse \| \| \| \| \| Rampe Heerstraße \| \| \| \| \| Platanenhof \| \| \| \| \| Straßenbahnstrecke nach Hüttenheim Schleife 903 \| \| \| \| \| Musfeldstraße \| \| \| \| \| Kremerstraße \| \| \| \| \| ehem. Innenstadtstrecke vom Hbf \| \| \| \| \| Karl-Jarres-Straße \| \| \| \| \| ehem. Straßenbahnstrecke von Neudorf/Hbf \| \| \| \| \| Grunewald \| \| \| \| \| Betriebshof \| \| \| \| \| Grunewald Betriebshof \| \| \| \| \| Betriebsstrecke nach Hüttenheim \| \| \| \| \| Kulturstraße \| \| \| \| \| Im Schlenk \| \| \| \| \| Waldfriedhof (bis 2011: Neuer Friedhof) \| \| \| \| \| Wendegleis Waldfriedhof \| \| \| \| \| Münchener Straße \| \| \| \| \| Sittardsberg \| \| \| \| \| Mühlenkamp \| \| \| \| \| St. Anna Krankenhaus \| \| \| \| \| ehem. Wendeschleife 909 (1992 stillgelegt) \| \| \| \| \| Angerbogen (Geisterbahnhof) \| \| \| \| \| Kesselsberg \| \| \| \| \| Wendeanlage Kesselsberg \| \| \| \| \| Stadtgrenze Duisburg/Düsseldorf \| \| \| \| \| Froschenteich \| \| \| \| \| Wendegleis Wittlaer \| \| \| \| \| Wittlaer \| \| \| \| \| Am Mühlenacker \| \| \| \| \| ehem. Wendeschleife 711 (1981 stillgelegt) \| \| \| \| \| Kalkumer Schlossallee \| \| \| \| \| Klemensplatz \| \| \| \| \| Kittelbachstraße \| \| \| \| \| Alte Landstraße \| \| \| \| \| Spielberger Weg (bis 1988 711) \| \| \| \| \| Lohausen (bis 2007: Flughafenstraße) \| \| \| \| \| Zu den Eichen (bis 1990) \| \| \| \| \| geplante Stammstrecke 5 (U81) \| \| \| \| \| Freiligrathplatz \| \| \| \| \| von/nach Merkur Spiel-Arena/Messe Nord U 78 \| \| \| \| \| Messe Ost/Stockumer Kirchstraße \| \| \| \| \| Nordpark/Aquazoo \| \| \| \| \| ehem. Wendeschleife (1997 stillgelegt) \| \| \| \| \| Wendegleis Reeser Platz \| \| \| \| \| Reeser Platz \| \| \| \| \| Tunnelverlängerung geplant \| \| \| \| \| geplante Tunnelrampe \| \| \| \| \| Theodor-Heuss-Brücke \| \| \| \| \| Golzheimer Platz \| \| \| \| \| Kennedydamm \| \| \| \| \| ehem. Strecke Kaiserswerther Straße (1988 stillgelegt) \| \| \| \| \| Rampe Fischerstraße \| \| \| \| \| \| \| \| \| \| ERGO-Platz/Klever Straße \| \| \| \| \| Nordstraße 701 705 \| \| \| \| \| Strecke von Neuss/Krefeld U 70 U 75 U 76 U 77 \| \| \| \| \| ehem. Rampe Opernhaus \| \| \| \| \| Wendeanlage Heinrich-Heine-Allee \| \| \| \| \| Heinrich-Heine-Allee U 71 U 72 U 73 U 83 \| \| \| \| \| Wendegleis (Ursprünglich als Verbindung zur Stammstrecke 3 vorgesehen) \| \| \| \| \| Steinstraße/Königsallee 701 705 706 \| \| \| \| \| Oststraße \| \| \| \| \| Düsseldorf Hbf 704 707 708 709 \| \| \| \| \| Wendeanlage Hauptbahnhof \| \| \| \| \| Oberbilker Markt/Warschauer Straße 706 \| \| \| \| \| Ellerstraße \| \| \| \| \| Oberbilk S 701 (bis 2012: Oberbilk Bf/PhilipsHalle) \| \| \| \| \| Rampe Siegburger Straße \| \| \| \| \| Kaiserslauterner Straße \| \| \| \| \| Wendeanlage Kaiserslauterner Straße \| \| \| \| \| Provinzialplatz \| \| \| \| \| Werstener Dorfstraße (Bstg 1/2) \| \| \| \| \| Strecke von/nach Holthausen U 72 / U 76 \| \| \| \| \| Werstener Dorfstraße (Bstg 3/4) \| \| \| \| \| Südpark (Bstg 8/9 U 72 U 79) \| \| \| \| \| Strecke von/nach Bilk U 72 U 73 \| \| \| \| \| Südpark (Bstg 3/4 U 73) \| \| \| \| \| gepl. Strecke zur Universität West \| \| \| \| \| \| \| \| \| \| Universität Ost/Botanischer Garten Endstation U 73 U 79 \| \| \| \| \| \| \| \| \| \| Wendeschleife \| \| |                      |                                                                        |                                                         |
| |                      | Kehranlage                                                             |                                                         |
| U-Bahn-Abzweig geradeaus und von links (im Tunnel) |                      | Straßenbahnstrecke von Dinslaken 903                                   | Straßenbahnstrecke von Dinslaken 903                    |
| U-Bahn-Bahnhof (im Tunnel) |                      | Meiderich Bahnhof Endstation U 79                                      | Meiderich Bahnhof Endstation U 79                       |
| U-Bahn-Bahnhof (im Tunnel) |                      | Auf dem Damm                                                           | Auf dem Damm                                            |
| U-Bahn-Abzweig geradeaus und ehemals von links (im Tunnel) |                      | ehem. Rampe Rübenstraße                                                | ehem. Rampe Rübenstraße                                 |
| |                      | Wendeanlage Duissern                                                   |                                                         |
| U-Bahn-Bahnhof (im Tunnel) |                      | Duissern                                                               | Duissern                                                |
| U-Bahn-Abzweig geradeaus und von links (im Tunnel) |                      | Stadtbahnstrecke von Mülheim 901                                       | Stadtbahnstrecke von Mülheim 901                        |
| U-Bahn-Bahnhof mit S-Bahn-Halt (im Tunnel) |                      | Duisburg Hbf                                                           | Duisburg Hbf                                            |
| U-Bahn-Bahnhof (im Tunnel) |                      | König-Heinrich-Platz                                                   | König-Heinrich-Platz                                    |
| U-Bahn-Abzweig geradeaus und nach rechts (im Tunnel) |                      | Stadtbahnstrecke nach Obermarxloh Schleife 901                         | Stadtbahnstrecke nach Obermarxloh Schleife 901          |
| U-Bahn-Bahnhof (im Tunnel) |                      | Steinsche Gasse                                                        | Steinsche Gasse                                         |
| U-Bahn-Tunnelende |                      | Rampe Heerstraße                                                       | Rampe Heerstraße                                        |
| U-Bahn-Haltepunkt / Haltestelle |                      | Platanenhof                                                            | Platanenhof                                             |
| U-Bahn-Abzweig geradeaus und nach rechts |                      | Straßenbahnstrecke nach Hüttenheim Schleife 903                        | Straßenbahnstrecke nach Hüttenheim Schleife 903         |
| U-Bahn-Haltepunkt / Haltestelle |                      | Musfeldstraße                                                          | Musfeldstraße                                           |
| U-Bahn-Haltepunkt / Haltestelle |                      | Kremerstraße                                                           | Kremerstraße                                            |
| U-Bahn-Abzweig geradeaus und ehemals von links |                      | ehem. Innenstadtstrecke vom Hbf                                        | ehem. Innenstadtstrecke vom Hbf                         |
| U-Bahn-Haltepunkt / Haltestelle |                      | Karl-Jarres-Straße                                                     | Karl-Jarres-Straße                                      |
| U-Bahn-Abzweig geradeaus und ehemals von links |                      | ehem. Straßenbahnstrecke von Neudorf/Hbf                               | ehem. Straßenbahnstrecke von Neudorf/Hbf                |
| U-Bahn-Haltepunkt / Haltestelle |                      | Grunewald                                                              | Grunewald                                               |
| U-Bahn-Abzweig geradeaus, nach links und von links |                      | Betriebshof                                                            | Betriebshof                                             |
| U-Bahn-Bahnhof |                      | Grunewald Betriebshof                                                  | Grunewald Betriebshof                                   |
| U-Bahn-Abzweig geradeaus und nach rechts |                      | Betriebsstrecke nach Hüttenheim                                        | Betriebsstrecke nach Hüttenheim                         |
| U-Bahn-Haltepunkt / Haltestelle |                      | Kulturstraße                                                           | Kulturstraße                                            |
| U-Bahn-Haltepunkt / Haltestelle |                      | Im Schlenk                                                             | Im Schlenk                                              |
| U-Bahn-Bahnhof |                      | Waldfriedhof (bis 2011: Neuer Friedhof)                                | Waldfriedhof (bis 2011: Neuer Friedhof)                 |
| |                      | Wendegleis Waldfriedhof                                                |                                                         |
| U-Bahn-Bahnhof |                      | Münchener Straße                                                       | Münchener Straße                                        |
| U-Bahn-Bahnhof |                      | Sittardsberg                                                           | Sittardsberg                                            |
| U-Bahn-Haltepunkt / Haltestelle |                      | Mühlenkamp                                                             | Mühlenkamp                                              |
| U-Bahn-Bahnhof |                      | St. Anna Krankenhaus                                                   | St. Anna Krankenhaus                                    |
| |                      | ehem. Wendeschleife 909 (1992 stillgelegt)                             |                                                         |
| ehemaliger U-Bahn-Bahnhof |                      | Angerbogen (Geisterbahnhof)                                            | Angerbogen (Geisterbahnhof)                             |
| U-Bahn-Bahnhof |                      | Kesselsberg                                                            | Kesselsberg                                             |
| |                      | Wendeanlage Kesselsberg                                                |                                                         |
| U-Bahn-Grenze |                      | Stadtgrenze Duisburg/Düsseldorf                                        | Stadtgrenze Duisburg/Düsseldorf                         |
| U-Bahn-Haltepunkt / Haltestelle |                      | Froschenteich                                                          | Froschenteich                                           |
| |                      | Wendegleis Wittlaer                                                    |                                                         |
| U-Bahn-Haltepunkt / Haltestelle |                      | Wittlaer                                                               | Wittlaer                                                |
| U-Bahn-Haltepunkt / Haltestelle |                      | Am Mühlenacker                                                         | Am Mühlenacker                                          |
| |                      | ehem. Wendeschleife 711 (1981 stillgelegt)                             |                                                         |
| U-Bahn-Haltepunkt / Haltestelle |                      | Kalkumer Schlossallee                                                  | Kalkumer Schlossallee                                   |
| U-Bahn-Haltepunkt / Haltestelle |                      | Klemensplatz                                                           | Klemensplatz                                            |
| U-Bahn-Haltepunkt / Haltestelle |                      | Kittelbachstraße                                                       | Kittelbachstraße                                        |
| U-Bahn-Haltepunkt / Haltestelle |                      | Alte Landstraße                                                        | Alte Landstraße                                         |
| ehemaliger U-Bahn-Haltepunkt / Haltestelle |                      | Spielberger Weg (bis 1988 711)                                         | Spielberger Weg (bis 1988 711)                          |
| U-Bahn-Haltepunkt / Haltestelle |                      | Lohausen (bis 2007: Flughafenstraße)                                   | Lohausen (bis 2007: Flughafenstraße)                    |
| ehemaliger U-Bahn-Haltepunkt / Haltestelle |                      | Zu den Eichen (bis 1990)                                               | Zu den Eichen (bis 1990)                                |
| U-Bahn-Abzweig geradeaus und ehemals von links |                      | geplante Stammstrecke 5 (U81)                                          | geplante Stammstrecke 5 (U81)                           |
| U-Bahn-Haltepunkt / Haltestelle |                      | Freiligrathplatz                                                       | Freiligrathplatz                                        |
| U-Bahn-Abzweig geradeaus, nach rechts und von rechts |                      | von/nach Merkur Spiel-Arena/Messe Nord U 78                            | von/nach Merkur Spiel-Arena/Messe Nord U 78             |
| U-Bahn-Haltepunkt / Haltestelle |                      | Messe Ost/Stockumer Kirchstraße                                        | Messe Ost/Stockumer Kirchstraße                         |
| U-Bahn-Haltepunkt / Haltestelle |                      | Nordpark/Aquazoo                                                       | Nordpark/Aquazoo                                        |
| |                      | ehem. Wendeschleife (1997 stillgelegt)                                 |                                                         |
| |                      | Wendegleis Reeser Platz                                                |                                                         |
| U-Bahn-Haltepunkt / Haltestelle |                      | Reeser Platz                                                           | Reeser Platz                                            |
| U-Bahn-Verschwenkung von links (Strecke außer Betrieb) · U-Bahn-Verschwenkung von rechts |                      | Tunnelverlängerung geplant                                             | Tunnelverlängerung geplant                              |
| U-Bahn-Tunnelanfang (Strecke außer Betrieb) · U-Bahn-Strecke |                      | geplante Tunnelrampe                                                   | geplante Tunnelrampe                                    |
| U-Bahn-Bahnhof (Strecke außer Betrieb) (im Tunnel) · U-Bahn-Haltepunkt / Haltestelle |                      | Theodor-Heuss-Brücke                                                   | Theodor-Heuss-Brücke                                    |
| U-Bahn-Strecke (außer Betrieb) (im Tunnel) · U-Bahn-Haltepunkt / Haltestelle |                      | Golzheimer Platz                                                       | Golzheimer Platz                                        |
| U-Bahn-Bahnhof (Strecke außer Betrieb) (im Tunnel) · U-Bahn-Haltepunkt / Haltestelle |                      | Kennedydamm                                                            | Kennedydamm                                             |
| U-Bahn-Strecke (außer Betrieb) (im Tunnel) · U-Bahn-Abzweig geradeaus und ehemals nach links |                      | ehem. Strecke Kaiserswerther Straße (1988 stillgelegt)                 | ehem. Strecke Kaiserswerther Straße (1988 stillgelegt)  |
| U-Bahn-Strecke (außer Betrieb) (im Tunnel) · U-Bahn-Tunnelanfang |                      | Rampe Fischerstraße                                                    | Rampe Fischerstraße                                     |
| U-Bahn-Verschwenkung nach links (Strecke außer Betrieb) (im Tunnel) · U-Bahn-Verschwenkung nach rechts (im Tunnel) |                      |                                                                        |                                                         |
| U-Bahn-Bahnhof (im Tunnel) |                      | ERGO-Platz/Klever Straße                                               | ERGO-Platz/Klever Straße                                |
| U-Bahn-Bahnhof (im Tunnel) |                      | Nordstraße 701 705                                                     | Nordstraße 701 705                                      |
| U-Bahn-Abzweig geradeaus und von rechts (im Tunnel) |                      | Strecke von Neuss/Krefeld U 70 U 75 U 76 U 77                          | Strecke von Neuss/Krefeld U 70 U 75 U 76 U 77           |
| U-Bahn-Abzweig geradeaus und ehemals nach links (im Tunnel) |                      | ehem. Rampe Opernhaus                                                  | ehem. Rampe Opernhaus                                   |
| |                      | Wendeanlage Heinrich-Heine-Allee                                       |                                                         |
| U-Bahn-Turmbahnhof mit Tunnelstrecke (im Tunnel) |                      | Heinrich-Heine-Allee U 71 U 72 U 73 U 83                               | Heinrich-Heine-Allee U 71 U 72 U 73 U 83                |
| |                      | Wendegleis (Ursprünglich als Verbindung zur Stammstrecke 3 vorgesehen) |                                                         |
| U-Bahn-Bahnhof (im Tunnel) |                      | Steinstraße/Königsallee 701 705 706                                    | Steinstraße/Königsallee 701 705 706                     |
| U-Bahn-Bahnhof (im Tunnel) |                      | Oststraße                                                              | Oststraße                                               |
| U-Bahn-Bahnhof mit S-Bahn-Halt (im Tunnel) |                      | Düsseldorf Hbf 704 707 708 709                                         | Düsseldorf Hbf 704 707 708 709                          |
| |                      | Wendeanlage Hauptbahnhof                                               |                                                         |
| U-Bahn-Turmbahnhof (im Tunnel) |                      | Oberbilker Markt/Warschauer Straße 706                                 | Oberbilker Markt/Warschauer Straße 706                  |
| U-Bahn-Bahnhof (im Tunnel) |                      | Ellerstraße                                                            | Ellerstraße                                             |
| U-Bahn-Bahnhof mit S-Bahn-Halt (im Tunnel) |                      | Oberbilk S 701 (bis 2012: Oberbilk Bf/PhilipsHalle)                    | Oberbilk S 701 (bis 2012: Oberbilk Bf/PhilipsHalle)     |
| U-Bahn-Tunnelende |                      | Rampe Siegburger Straße                                                | Rampe Siegburger Straße                                 |
| U-Bahn-Haltepunkt / Haltestelle |                      | Kaiserslauterner Straße                                                | Kaiserslauterner Straße                                 |
| |                      | Wendeanlage Kaiserslauterner Straße                                    |                                                         |
| U-Bahn-Haltepunkt / Haltestelle |                      | Provinzialplatz                                                        | Provinzialplatz                                         |
| U-Bahn-Haltepunkt / Haltestelle |                      | Werstener Dorfstraße (Bstg 1/2)                                        | Werstener Dorfstraße (Bstg 1/2)                         |
| U-Bahn-Abzweig geradeaus, nach links und von links |                      | Strecke von/nach Holthausen U 72 / U 76                                | Strecke von/nach Holthausen U 72 / U 76                 |
| U-Bahn-Haltepunkt / Haltestelle |                      | Werstener Dorfstraße (Bstg 3/4)                                        | Werstener Dorfstraße (Bstg 3/4)                         |
| U-Bahn-Haltepunkt / Haltestelle |                      | Südpark (Bstg 8/9 U 72 U 79)                                           | Südpark (Bstg 8/9 U 72 U 79)                            |
| U-Bahn-Abzweig geradeaus, nach rechts und von rechts |                      | Strecke von/nach Bilk U 72 U 73                                        | Strecke von/nach Bilk U 72 U 73                         |
| U-Bahn-Haltepunkt / Haltestelle |                      | Südpark (Bstg 3/4 U 73)                                                | Südpark (Bstg 3/4 U 73)                                 |
| U-Bahn-Abzweig geradeaus und ehemals nach rechts |                      | gepl. Strecke zur Universität West                                     | gepl. Strecke zur Universität West                      |
| |                      |                                                                        |                                                         |
| U-Bahn-Haltepunkt / Haltestelle |                      | Universität Ost/Botanischer Garten Endstation U 73 U 79                | Universität Ost/Botanischer Garten Endstation U 73 U 79 |
| |                      |                                                                        |                                                         |
| |                      | Wendeschleife                                                          |                                                         |

Die Düsseldorf-Duisburger Kleinbahn GmbH war ein 1898 gegründetes Verkehrsunternehmen zunächst mit Sitz in Kaiserswerth. Sie betrieb Straßenbahnen im Süden Duisburgs und eine Überlandstraßenbahn zwischen Düsseldorf und Duisburg, die zeitweise als Linie D oder auch D-Bahn bezeichnet wurde. Das Unternehmen wurde 1938 aufgelöst. Seitdem betreiben die Rheinbahn und die Duisburger Verkehrsgesellschaft (vor 1940 die Duisburger Straßenbahnen GmbH) gemeinsam die Bahn, welche heute als Stadtbahnlinie U 79 zwischen der Universität in Düsseldorf und Duisburg-Meiderich verkehrt.

## Geschichte
Zwar gab es seit 1846 eine Eisenbahnverbindung zwischen Düsseldorf und Duisburg, aber für die unmittelbar am Rhein gelegene Stadt Kaiserswerth war ihr Nutzen nur gering, weil der nächste Bahnhof Kalkum an der betreffenden Bahnstrecke Köln–Duisburg vier Kilometer entfernt war. Aber auch die Ausdehnung des Duisburger Stadtgebietes nach Süden, die dortige Ansiedlung großer Industrieunternehmen und die deshalb wachsenden Siedlungen Wanheimerort, Buchholz und Huckingen erforderten eine zweite weiter westlich gelegene Bahnstrecke von Düsseldorf über Kaiserswerth nach Duisburg.

### Entwicklung von 1892 bis 1897
Am 15. November 1892 richtete die Rheinische Metallwaaren- und Maschinenfabrik (heute Rheinmetall) in Düsseldorf an den Regierungspräsidenten ein Konzessionsgesuch zum Bau und Betrieb einer Bahn zwischen Düsseldorf-Derendorf und Duisburg-Hochfeld, dem der Minister der öffentlichen Arbeiten am 24. März 1893 unter Maßgabe des 1892 in Kraft getretenen Preußischen Kleinbahngesetzes statt gab. Das erste Angebot zum Bau dieser Kleinbahn gab am 21. Juli 1894 J. Heintges aus Düsseldorf ab. Am 10. Dezember 1895 folgte ein Angebot von Lenz & Co. aus Stettin.
In der Folgezeit entwickelte sich ein reger Schriftwechsel und kontroverse Diskussionen der betroffenen Städte, Gemeinden und Bürger, des Regierungspräsidenten, des Ministers und der ihm unterstellten Preußischen Staatseisenbahnen, der Reichspost und der am Bau der Bahn interessierten Unternehmen. Neben einzelnen Bedenken mit lokalem Bezug – wie die von der Oberpostdirektion geäußerten Befürchtung der Beschädigung unterirdisch verlegter Telegrafenleitungen, die vom Stadtbaumeister beanstandete für den Bau einer Kleinbahn in Seitenlage zu geringen Straßenbreite in Kaiserswerth und die Furcht vieler Bürger vor Enteignung oder Wertminderung ihrer Grundstücke – ging es um die grundsätzliche Frage, inwieweit die neue Bahn mit den Staatsbahnen konkurrieren dürfe.
Die an der Stelle von Lenz & Co. getretene Westdeutsche Eisenbahn-Gesellschaft schlug in einem Brief vom 20. Juli 1896 dem Minister der öffentlichen Arbeiten vor, eine normalspurige Bahn im Staatsbahnhof Düsseldorf-Derendorf beginnen zu lassen und mit Dampflokomotiven zu betreiben, was er aber in seiner Antwort vom 27. Februar 1897 ablehnte. Wegen der guten Eisenbahnverbindung zwischen Düsseldorf und Duisburg über Angermund solle nur eine Kleinbahn ohne Anschluss an Staatsbahnhöfe und mit ausdrücklicher Beschränkung auf den Personen- und Stückgutverkehr zugelassen werden. Die Westdeutsche Eisenbahn-Gesellschaft beendete daraufhin ihr Engagement; bezog zuvor aber noch Stellung, unter anderem mit den Worten:

„Als Kleinbahn hat die Bahn unter derartigen Bedingungen (Kleinbahngesetz) keinen Wert [...]. [...] für die Entwicklung des Düsseldorfer Nordens und des Duisburger Südens hat diese Bahn aber eine hohe wirtschaftliche Bedeutung. Bei dem heutigen Stand der wirtschaftlichen Entwicklung muss daher gefragt werden, ob das Ministerium diese Bahn als Staatsbahn selber bauen lassen wolle, oder als Nebenbahn dem Privatkapital freigegeben werden solle.“

### Gründung des Unternehmens
Wilhelm August Freiherr von Tippelskirch – von 1892 bis 1899 Pächter der Düsseldorfer Pferde- und Straßenbahnen – hatte diese Entwicklung verfolgt und beantragte am 26. Oktober 1897 seinerseits die Erteilung einer Konzession für den Bau und Betrieb einer ebenfalls normalspurigen aber elektrisch betriebenen Kleinbahn. Sie solle zunächst nur von Düsseldorf nach Kaiserswerth als Fortsetzung der Düsseldorfer Straßenbahn in nördlicher Richtung gebaut werden und ausschließlich dem Personenverkehr dienen. Ihre Verlängerung nach Duisburg sei für einen späteren Zeitpunkt geplant.
Nachdem am 15. Januar 1898 der Oberpräsident der Rheinprovinz den baldigen Baubeginn der Kleinbahn angemahnt hatte, beantragten auch die Allgemeine Lokal- und Straßenbahngesellschaft in Berlin am 19. Februar 1898 eine Konzession für den Bau und die Rheinische Bahngesellschaft in Düsseldorf am 12. März 1898 eine Konzession für den Betrieb der Kleinbahn. Tippelskirch begann aber bereits Anfang 1898 mit dem Bau eines Kraftwerkes für die Versorgung der Kaiserswerther Diakonie mit Elektrizität, welches ausreichend groß dimensioniert war um auch den Strombedarf der Kleinbahn abdecken zu können. Im Mai 1898 legte er ausführliche Pläne für Realisierung der Kleinbahn zwischen Düsseldorf und Duisburg vor, mit denen sich die Duisburger Stadtverordnetenversammlung am 12. Juli 1898 einverstanden erklärte. Am 2. Januar 1899 schloss Tippelskirch einen Konzessionsvertrag mit der Stadt Düsseldorf ab. Einen Monat später folgte der entsprechende Vertrag mit der Stadt Duisburg.
Bereits am 15. September 1898 gründete Tippelskirch zusammen mit der Berliner Gesellschaft für elektrische Unternehmungen die Düsseldorf-Duisburger Kleinbahn-Gesellschaft mit beschränkter Haftung (kurz: DDK) mit Sitz in Kaiserswerth. Das Gründungskapital in Höhe von 300.000 Mark teilten sich die Berliner Gesellschaft (75 %) und Tippelskirch (25 %). Letzterer brachte sein Kraftwerk, seine Stromlieferverträge für Kaiserswerth und 1899 seine Konzession für die Kleinbahn in das neue Unternehmen ein. Am  28. März 1899 erteilte der Regierungspräsident der DDK die Genehmigung für den Bau und Betrieb der Kleinbahn. Der Anschluss der Kleinbahn an die Staatsbahnhöfe in Düsseldorf und Duisburg wurde darin ausdrücklich untersagt.

### Bau und Betrieb der ersten Strecke
Unmittelbar nach der Genehmigung begannen die Bauarbeiten in Düsseldorf-Pempelfort an der Ecke Kaiserswerther-/Nordstraße, wo eine dreigleisige Umsetzstelle errichtet wurde. Durch Golzheim, Stockum und Lohausen wurde entlang der 1895 fertiggestellten Kaiserswerther Straße und der sich nördlich anschließenden Landstraße nach Kaiserswerth eine eingleisige Strecke in Seitenlage mit mehreren Ausweichen gebaut. In Kaiserswerth wurde die Strecke über die heutige Alte Landstraße geführt, ein Betriebshof und ein Verwaltungsgebäude gebaut. Der Betrieb auf dieser Strecke wurde am 31. Oktober 1899  (1. November 1899 gemäß ) aufgenommen. Zunächst pendelten von vormittags 9 Uhr bis abends 9 Uhr vier zweiachsige Straßenbahnwagen zwischen Kaiserswerth und Düsseldorf. Die schlechte Gleislage, der relativ kurze Achsabstand von 2,5 Meter und die damals noch harte Federung führten dazu, dass die Bahn im Volksmund auch „Kurz- und Kleinbahn“ genannt wurde.
Unverzüglich folgte der Weiterbau der Strecke entlang der Provinzialstraße (später B 8) über Wittlaer, Huckingen und Wanheimerort bis zur Einmündung der Düsseldorfer Straße in die Königstraße in Duisburg. Am 26. August 1900 wurde auch dieser Abschnitt in Betrieb genommen. Für die nun fast 24 Kilometer lange Strecke zwischen Düsseldorf und Duisburg benötigten die täglich von 6 bis 22 Uhr im 20-Minuten-Takt verkehrenden Bahnen eine Fahrzeit von 78 Minuten, die aber oft nicht eingehalten werden konnte, weil an den Ausweichstellen außerfahrplanmäßig lange auf den Gegenzug gewartet werden musste. Bald wurden auf den Abschnitten Düsseldorf – Kaiserswerth (vornehmlich im Ausflugsverkehr an Sonn- und Feiertagen) und Duisburg-Mitte – Wanheimerort Zwischenkurse eingesetzt, wodurch sich dort die Zugfolge auf 10 Minuten verkürzte. Die zulässige Höchstgeschwindigkeit reichte von 10 km/h in der Innenstadt bis 25 km/h bei Fahrten durch unbebautes Gebiet. Das Fahrgastaufkommen stieg von ca. 26.000 beförderten Personen im November 1899 auf 70.000 Personen im ersten Monat nach der Streckenverlängerung. Insgesamt nutzten bis Ende 1900 ca. 565.000 Fahrgäste die neue Bahn.
Zum Wagenpark gehörten 19 (21 gemäß) zweiachsige Triebwagen und zehn ebenfalls zweiachsige Beiwagen, die von der Waggonfabrik Weyer & Co. in Düsseldorf-Oberbilk erbaut wurden. Die elektrische Ausrüstung lieferte die Union-Elektricitäts-Gesellschaft. Die Triebwagen waren etwa neun Meter lang aber nur zwei Meter breit, besaßen zwei Motoren mit jeweils 25 PS Leistung und Rollenstromabnehmer. Der Achsstand betrug 2,5 Meter und der Einstieg war jeweils hinten, verschlossen mit halbhohen Klapptüren. Die Beiwagen hatten die gleichen Außenmaße wie die Triebwagen aber den geringeren Achsstand von 2,2 Metern und Mitteleinstiege mit hohen Falttüren, die mit Rücksicht auf die zeitweilig sehr starke Staubentwicklung auf der Landstraße völlig verglast waren. Außerdem wurden vier elf Meter lange Beiwagen des Baujahres 1888 von der Dampfbahn Duisburg – Mülheim – Broich übernommen und umgebaut. Zum Fahrzeugpark gehörten ferner noch ein Sprengwagen sowie zwei Arbeitswagen, einer für den Oberleitungsbau und ein weiterer zum Transport von Schienen.

### Weitere Entwicklung des Unternehmens
In den Jahren 1905 bis 1906 verfolgte die Rheinisch-Westfälische Elektrizitätswerk AG (RWE) in Essen auf Betreiben ihres Aufsichtsratsvorsitzenden Hugo Stinnes das Ziel, die Elektrizitätswirtschaft im Ruhrgebiet zu monopolisieren, wozu auch möglichst viele Übernahmen von Bahnunternehmen und Konzessionen für den Bau und Betrieb von elektrischen Bahnen gehörten. So gelangte bis 1906 auch die DDK vollständig im Besitz des RWE. Aber schon zwei Jahre später, als der erhoffte Erfolg der Monopolisierungsbestrebungen sich nicht im erwünschten Umfang einstellte, trennte sich RWE wieder von vielen Bahnunternehmen und Konzessionen. Am 15. April 1908 erwarb die Allgemeine Lokal- und Straßenbahngesellschaft (ALSAG) in Berlin die DDK für 1,5 Millionen Mark.
Die ALSAG betrieb bereits seit 1891 (die Deutsche Lokal- und Straßenbahngesellschaft in Dortmund als ihr Vorgänger seit Anfang 1887) normalspurige Straßenbahnen in Duisburg. Der Bau kurzer Verbindungsgleise an der Endhaltestelle der Kleinbahn in Duisburg reichte aus, um die Kleinbahnstrecke in das Duisburger Straßenbahnnetz zu integrieren. Fahrzeuge, Wagenhallen und Strom wurden von nun an von beiden Bahnen auf Duisburger Gebiet gemeinsam genutzt. Die der Kleinbahn gehörenden Wagen des Vorortverkehrs benutzten nun die Wagenhalle an der Mülheimer Straße in Duisburg um sich die Anfahrt aus Kaiserswerth zu ersparen. 1913 wurde zwischen Hochfeld und Wanheimerort an der Kleinbahnstrecke mit dem Betriebshof Grunewald ein zweites Straßenbahndepot in Duisburg eröffnet. Es war in Folge der Inbetriebnahme einer neuen Straßenbahnstrecke nach Wanheim am 24. Dezember  und der damit verbundenen Anschaffung weitere Fahrzeuge notwendig geworden.
Differenzen zwischen der Stadt Düsseldorf und der ALSAG führten dazu, dass die Stadt 1910 (oder 1911) von dem vertraglich festgelegten Recht den auf ihrem Gebiet liegenden Teil der Kleinbahn aufzukaufen Gebrauch machte. Gleichzeitig wurde die Linie 10 der Städtischen Straßenbahn von ihrer bisherigen Endhaltestelle an der Klever Straße über die Gleise der Kleinbahn bis zur schon vorhandenen Wendeschleife im 1909 nach Düsseldorf eingemeindeten Ort Stockum verlängert. Auf dieser Teilstrecke verlor die Kleinbahn einen großen Teil ihrer Fahrgäste. Schließlich gab sie den Betrieb zwischen der Nordstraße und Stockum auf und die Fahrgäste von Düsseldorf nach Kaiserswerth oder Duisburg und umgekehrt mussten in Stockum umsteigen. 1913 ordnete die Verwaltung die Weiterführung der Fahrten bis zur früheren Endhaltestelle an.
Um ihren Einfluss auf den öffentlichen Nahverkehr zu verstärken, kaufte am 22. Oktober 1913 (laut bereits am 30. Juni 1913) auch die Stadt Duisburg die DDK von der ALSAG zum Tageswert von 2,1 Millionen Mark. Obwohl die Bahn jetzt den Städten Düsseldorf und Duisburg gehörte, blieb die GmbH weiterhin bestehen. Durch die Aufgabe der Betriebsführung auf der Endstrecke in Düsseldorf und Inbetriebnahme der Zweigstrecke nach Wanheim verschob sich allerdings der Schwerpunkt ihrer Tätigkeiten in Richtung Duisburg, weshalb der Sitz des Unternehmens von Kaiserswerth nach Duisburg verlegt wurde.
Mit dem Ausbruch des Ersten Weltkrieges am 1. August 1914 waren Betriebseinschränkungen verbunden. So wurde in Duisburg der Zwischenverkehr bis Sittardsberg sofort eingestellt und die Wagen befanden sich in einem mit Fortdauer des Krieges immer schlechter werdenden Zustand. Da die Staatsbahnen ebenfalls weniger Züge zwischen Düsseldorf und Duisburg einsetzten, stieg das Fahrgastaufkommen dennoch stark an, aber waren die Wagen der Kleinbahn auch meistens überfüllt. So wurde im Jahr 1915 der Rekord von 5.339.606 beförderten Personen aufgestellt. Im Vergleich dazu wurde die Beförderungsleistung bis 1908 auf jährlich 2.465.787 Personen gesteigert, 1913 wurden 2.984.487 und 1923 2.959.752 Personen befördert.
Am 27. Mai 1925, im Zusammenhang mit den Plänen für den Ausbau der Kleinbahn zur Schnellstraßenbahn, gab es erneut eine Änderung der Besitzverhältnisse: Von dem nach der Währungsreform 1924 auf 500.000 Reichsmark festgelegten Kapital trat die Stadt Duisburg die Hälfte an die Stadt Düsseldorf ab. Acht Jahre später, im Januar 1933, zog sich Düsseldorf wieder aus der DDK zurück. Nachdem Duisburg zunächst einen Anteil von 25.000 Mark an die Allgemeine Lokalbahn- und Kraftwerke AG (ALOKA) abgetreten hatte, wurde das Grundkapital der DDK von 500.000 auf 250.000 Mark herabgesetzt. Das geschah, indem der Anteil Düsseldorfs gegen Übertragung von Gesellschaftsvermögen (Oberleitung und Gleisanlagen bis Wittlaer, Grundstücke und Gebäude in Düsseldorf und Kaiserswerth, die Hälfte des Wagenparks) auf die Stadt Düsseldorf eingezogen wurde. Damit befand sich die DDK zu zehn Prozent im Besitz der ALOKA und zu 90 Prozent im Besitz der Stadt Duisburg.

### Umbau und Betrieb als Schnellstraßenbahn
Im Jahre 1920 stellten die beiden Städte Überlegungen an, die Bahn auf einen separaten Bahnkörper zu verlegen. Diese Pläne wurden allerdings ad acta gelegt, als eine Studiengesellschaft Planungen für eine Schnellstraßenbahn von Dortmund über Bochum, Essen, Mülheim, Duisburg und Düsseldorf nach Köln präsentierte. Da dieses Vorhaben aber am Widerstand der Reichsbahn scheiterte, wurden die Pläne für die Kleinbahn wieder hervorgeholt um sie nun umzusetzen.
Nachdem 1924 Düsseldorf 50 Prozent der Bahn erworben hatte, folgte ab dem 6. August 1925 der Ausbau der Strecke. Durch einen unabhängigen Bahnkörper auf einem fast 15 Kilometer langen Teilstück zwischen dem Waldfriedhof Duisburg und dem heutigen Freiligrathplatz in Düsseldorf und die Einrichtung signalgeregelter Bahnübergänge konnte die Geschwindigkeit der Bahnen anfangs auf 40 km/h, später auf 60 km/h gesteigert werden. Die Fahrzeit wurde so von zuvor 78 Minuten auf 63 Minuten verkürzt.
Vom 1. Mai 1926 bis 1962 endete die Bahn in Düsseldorf am Graf-Adolf-Platz. Gleichzeitig wurde die Linienbezeichnung „D“ für diese Linie eingeführt, die in späteren Jahren außerdem – als Schnelllinie – eine rote Linien- und Zielbeschilderung trug. Außerdem wurde „D-Bahn“ zu einer gebräuchlichen Bezeichnung für diese Straßenbahnlinie. Am 23. März 1934 nach dem Um- und Ausbau des Duisburger Hauptbahnhofes erhielt die Bahn eine neue Endhaltestelle in Tieflage vor dem Bahnhof. 21 Jahre später musste die Straßenbahn allerdings einer an gleicher Stelle gebauten Schnellstraße (Nord-Süd-Straße, heute: A 59) weichen.
Am 1. April 1938 wurde die Düsseldorf-Duisburger Kleinbahn GmbH aufgelöst und vollständig von der Duisburger Straßenbahnen GmbH und der Rheinbahn übernommen. Für die Fahrgäste war diese Veränderung nicht erkennbar, denn die Strecke wurde im unveränderten Takt befahren und auch die Fahrzeuge, die sich in der Ausstattung (vorne Doppelscheinwerfer, gepolsterte Sitze, größere Abstände zwischen den Sitzreihen etc.) von den übrigen Fahrzeugen der beiden Unternehmen unterschieden, wurden zunächst weiter eingesetzt. Ab 1. Januar 1940 übernahm die aus der Vereinigung aller Duisburger Verkehrsbetriebe hervorgegangene Duisburger Verkehrsgesellschaft AG (DVG) die Duisburger Anteile am Betrieb der D-Bahn.
Ab 1962 nach der Fertigstellung des Straßenbahnknotenpunktes auf dem Jan-Wellem-Platze in Düsseldorf hatte die Linie D 19 Jahre lang dort ihren südlichen Endpunkt.

### Umbau zur Stadtbahn und Vorlaufbetrieb von 1969 bis 1988

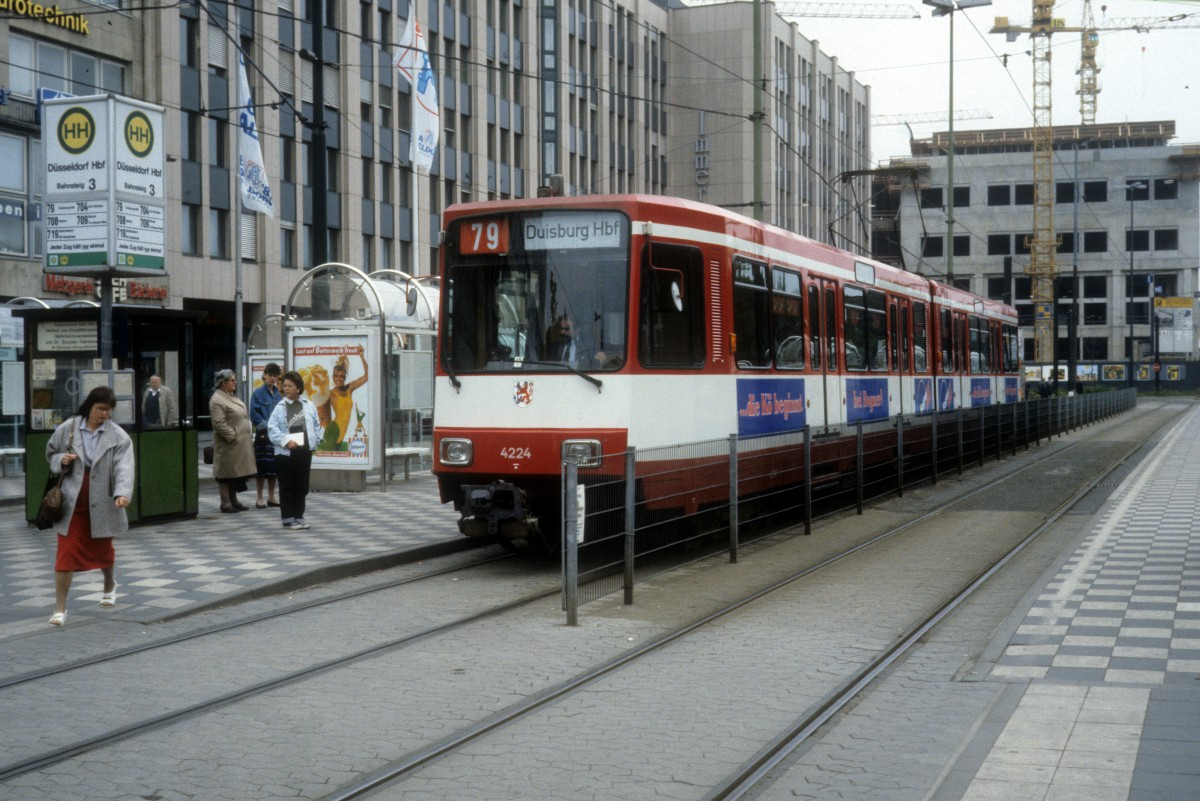
Die ehemalige Linie 79 in Düsseldorf, 1987

Vom 15. Juli 1969 bis 1977 wurde ein vier Kilometer langer im südlichen Stadtgebiet Duisburgs liegender Abschnitt der Straßenbahnstrecke zwischen Düsseldorf und Duisburg in eine Stadtbahnstrecke umgebaut. Zu diesem Zweck wurden die Haltestellen zwischen dem Waldfriedhof und Kesselsberg zu überdachten Bahnhöfen mit Bahnsteigen für den niveaugleichen Ein- und Ausstieg ausgebaut, die Strecke teilweise aufgeständert und eine stark frequentierte Straßenkreuzung an der Haltestelle Sittardsberg in Hochlage neu gebaut, um eine Unterquerung mit integriertem Bahnhof zu ermöglichen. Im gleichen Zeitraum erfolgte auf dem Gebiet des 1975 nach Düsseldorf eingemeindeten Ortes Wittlaer der Umbau einer bestehenden Haltestelle in einen für den Stadtbahnbetrieb tauglichen gleichnamigen Bahnhof, der in den Jahren 1975 oder 1976 in Betrieb ging. Die Bauweise mit Mittelbahnsteig war ein Novum auch im Düsseldorfer Straßenbahnnetz und erforderte erstmals den Einsatz von Fahrzeugen mit Türen an beiden Seiten. Die Fahrzeuge des Typs GT8S – davon vier Fahrzeuge mit Speiseabteil – erfüllten diese Anforderung und verkehrten bis 1981 und deren tunnelfähigen Umbauten GT8SU bis 1988 auf der Strecke der Linie D bzw. 79 ausschließlich. Der abgelegene, schlecht beleuchtete und wegen seiner geschlossenen Bauweise schwer einsehbare Bahnhof zog viele Straftäter an, so dass es häufig zu Vergewaltigungen und andere Gewaltverbrechen kam. Dies war auch ein Grund dafür, dass er 2002 wieder abgerissen und ca. 200 Meter weiter nördlich nur noch mit einer teilweisen Überdachung wieder neu errichtet wurde.
Mit der Gründung des Verkehrsverbunds Rhein-Ruhr wurde aus der Linie D die Schnelllinie 79. Mit dem Beginn der ersten Phase des sogenannten Stadtbahn-Vorlaufbetriebes am 3. Oktober 1981 änderte sich auch die Führung der Linie 79 erneut: Nach der Haltestelle Kennedydamm wurden die U-Bahnhöfe Klever Straße und Nordstraße bedient, um anschließend wieder oberirdisch über Opernhaus und Graf-Adolf-Platz zur neuen Endhaltestelle Düsseldorf Hauptbahnhof zu gelangen.

### Betrieb als Stadtbahn seit 1988
Seit Eröffnung des Innenstadttunnels 1988 ist die Linie mittlerweile Teil des Stadtbahn-Netzes Rhein-Ruhr und trägt die Nummer U 79. Sie verbindet heute nicht nur die Stadtzentren von Duisburg und Düsseldorf, sondern verkehrt vom nördlichen Duisburger Stadtteil Meiderich bis zur Düsseldorfer Heinrich-Heine-Universität.

## Zukunft
Im Jahr 2013 gab es Bedenken, ob die U 79 langfristig noch nach Duisburg verkehren kann. Grund dafür waren sich abzeichnende Lieferengpässe bei Ersatzteilen für die eingesetzte Zugsicherungstechnik. Dies bedeutete für die Städte Düsseldorf und Duisburg hohe Investitionen in eine neue Technik. Hauptproblem hierbei war die Finanzlage der Stadt Duisburg, die 35 bis 36 Millionen Euro tragen sollte, davon vier Millionen für Fahrzeuge und 32 Millionen für die in Tunneln eingebaute Technik. Zuschüsse des Landes gab es bisher nur für den Neubau, nicht für Ersatzinvestitionen. Laut DVG soll es hier jedoch eine Annäherung geben. Circa 50 Millionen Euro entfallen auf die Stadt Düsseldorf. Zwischenzeitlich (2017) ist auch die Finanzierung auf Duisburger Seite gesichert.
Die Umstellung erfordert eine ausgiebige Testphase mit Parallelbetrieb beider Systeme über einen längeren Zeitraum.

## Besonderheiten
Eine Besonderheit der D-Bahn und der K-Bahn Düsseldorf–Krefeld (heute U 70/U 76) war das Speisewagenabteil, das die Fahrgäste mit Getränken und kleinen Speisen bewirtete. Da die DVG in den 1990er Jahren die Speiseabteile entfernte, gab es Speisewagen zuletzt nur noch auf den Linien nach Krefeld, deren Betrieb am 23. Dezember 2014 auslief. Die umgebauten Wagen erkennt man heute nur noch an einer fehlenden Wagentür im Mittelteil.
Eine zeitgenössische filmische Perspektive auf den Betrieb der U 79 bietet der Schimanski-Tatort Gebrochene Blüten (1988), in dem Kommissar Schimanski einen Verbrecher auf der Strecke zwischen Duisburg Hauptbahnhof und dem auf den Bau einer zukünftigen unterirdisch verkehrenden Stadtbahn vorbereitend konstruierten Bahnhof Sittardsberg verfolgt.
Auf der Strecke befindet sich der einzige Geisterbahnhof der Stadtbahn Rhein-Ruhr, der Bahnhof Angerbogen im Duisburger Süden.